# قضاء وقدر (فلم)
قضاء وقدر (بالإنجليزية: Predestination) هو فيلم خيال علمي أسترالي من إخراج الأخوين الألمانيين مايكل وبيتير سبيريج سنة 2014، وبطولة كل من إيثان هوك وسارة سنوك. قصة الفيلم مقتبسة عن قصة قصيرة تحت عنوان "All You Zombies" للكاتب روبرت أنسون هاينلاين.

## القصة
تدور أحداث الفيلم حول الحياة اليومية لعميل يسافر عبر الزمن؛ حيث يقوم رؤسائه في العمل بإرساله طوال الوقت في سلسلة معقدة من رحلات السفر عبر الزمن حيث صممت خصيصًا من أجل ضمان استمرارية مسيرته المهنية مع تطبيق القانون إلى الأبد، ومع أدائه آخر مهمة له، على هذا العميل أن يطارد مجرما بالغ المراوغة، والذي ينجح في تضليل العميل عبر الأزمنة.

## الاستقبال النقدي
تلقّى هذا الفيلم كميّة جيدة من النقد الإيجابي، الذي تم تركيز من خلاله على المحتوى العلمي أو الخيالي لهذا الفيلم، وشهد عرضه الأول بتاريخ 8 مارس من عام 2014 عن طريق مهرجان SXSW السينمائي قبل أن يشق طريقه بين صالات العرض المختلفة في 28 أغسطس ابتداءً من أستراليا “الموطن الإنتاجي لهذا الفيلم”.

## روابط خارجية
- مقالات تستعمل روابط فنية بلا صلة مع ويكي بيانات